# Mahan Esfahani
Pour les articles homonymes, voir Esfahani.
Mahan Esfahani (en persan : ماهان اصفهانی), né à Téhéran, en Iran, est un claveciniste, organiste, chef d'orchestre et musicologue irano-américain.

## Biographie
Né en Iran, il est élevé aux États-Unis. Il apprend d'abord le piano avec son père, mais dès l'adolescence il s'intéresse à l'orgue et au clavecin. Il entre à l'Université Stanford, où il étudie la musicologie grâce à l'enseignement du professeur George Houle. Il poursuit ses études d'instrumentiste auprès du claveciniste australien Peter Watchorn à Boston et de l'organiste italien Lorenzo Ghielmi à Milan. La claveciniste tchèque Zuzana Růžičková accepte également de parfaire sa formation.
Il acquiert une audience internationale et retient l'attention de la critique, notamment du Times, lors de nombreux récitals : Tokyo, Nagoya, Cologne, Zurich, Bruges, Copenhague, Nicosie, Vancouver, Bristol, Leeds, Istanbul, Prague. Artiste en résidence au New College d'Oxford, il donne un premier concert au Wigmore Hall en 2009 comme soliste de l'ensemble baroque The English Concert. De 2008 à 2010, il enregistre plusieurs concertos et pièces de musique de chambre du répertoire pour la BBC Radio 3. Il donne son premier concert newyorkais à la Frick Collection en 2012. Il s'intéresse aussi à la musique contemporaine.
Il a également participé à plusieurs concerts comme chef d'orchestre, dirigeant notamment l'Academy of Ancient Music, The Manchester Camerata, The Hanover Band, The English Concert, et l'Arion Orchestre Baroque de Montréal.
Son premier disque, les Sonates Württemberg de Carl Philipp Emanuel Bach, paraît en janvier 2014 sous étiquette Hyperion Records et remporte de nombreux prix.

## Prix et récompenses
- Gramophone Editor's Choice février 2014 pour le CD des Sonates Württemberg de Carl Philipp Emanuel Bach, Hyperion Records
- Recording of the Month (en) février 2014 pour le CD des Sonates Württemberg de Carl Philipp Emanuel Bach, Hyperion Records
- Diapason d'or mai 2014 pour le CD des Sonates Württemberg de Carl Philipp Emanuel Bach, Hyperion Records